# Bolosoma paradictyum
Bolosoma paradictyum är en svampdjursart som först beskrevs av Isao Ijima 1903.  Bolosoma paradictyum ingår i släktet Bolosoma och familjen Euplectellidae. Inga underarter finns listade i Catalogue of Life.